# Giro delle Fiandre 2010
Il Giro delle Fiandre 2010, novantaquattresima edizione della corsa e valida come settima prova del Calendario mondiale UCI 2010, si disputò il 4 aprile 2010, per un percorso di 262 km. Il corridore svizzero Fabian Cancellara del Team Saxo Bank si impose in solitaria con il tempo di 6h25'32".

## Percorso
Lungo 262 km, prevede la partenza a Bruges e l'arrivo a Ninove. Lungo il percorso si trovano 15 asperità, i cosiddetti "muri" tipici delle Classiche del nord e quattordici tratti in pavé. Saranno presenti le salite storiche del Koppenberg, del Muro di Grammont e il Bosberg.

## Muri
| Numero | Nome             | Chilometro | Fondo stradale | Lunghezza (m) | Pendenza media |
| ------ | ---------------- | ---------- | -------------- | ------------- | -------------- |
| 15     | Den Ast          | 131        | asfalto        | 350           | 5,5            |
| 14     | Kluisberg        | 165        | asfalto        | 1100          | 6              |
| 13     | Knokteberg       | 172        | asfalto        | 1100          | 8              |
| 12     | Oude Kwaremont   | 179        | pavé           | 2200          | 4              |
| 11     | Paterberg        | 183        | pavé           | 360           | 12,9           |
| 10     | Koppenberg       | 189        | pavé           | 600           | 11,6           |
| 8      | Taaienberg       | 197        | pavé           | 530           | 6,6            |
| 8      | Steenbeekdries   | 195        | pavé           | 700           | 5,3            |
| 7      | Eikenberg        | 202        | pavé           | 1100          | 6,2            |
| 6      | Molenberg        | 217        | pavé           | 463           | 7              |
| 5      | Leberg           | 224        | asfalto        | 950           | 4,2            |
| 4      | Berendries       | 229        | asfalto        | 940           | 7              |
| 3      | Tenbosse         | 236        | asfalto        | 455           | 6,4            |
| 2      | Muro di Grammont | 246        | pavé           | 475           | 9,3            |
| 1      | Bosberg          | 250        | pavé/asfalto   | 980           | 5,8            |

## Squadre e corridori partecipanti
| N.      | Cod. | Squadra             |
| ------- | ---- | ------------------- |
| 1-8     | QST  | Quick Step          |
| 11-18   | ALM  | AG2R La Mondiale    |
| 21-28   | AST  | Astana Team         |
| 31-38   | GCE  | Caisse d'Epargne    |
| 41-48   | EUS  | Euskaltel-Euskadi   |
| 51-58   | FOT  | Footon-Servetto     |
| 61-68   | FDJ  | Française des Jeux  |
| 71-78   | LAM  | Lampre-Farnese Vini |
| 81-88   | LIQ  | Liquigas-Doimo      |
| 91-98   | OLO  | Omega Pharma-Lotto  |
| 101-108 | RAB  | Rabobank            |
| 111-118 | SKY  | Team Sky            |
| 121-128 | GRM  | Garmin-Transitions  |

| N.      | Cod. | Squadra                      |
| ------- | ---- | ---------------------------- |
| 131-138 | THR  | Team HTC-Columbia            |
| 141-148 | KAT  | Team Katusha                 |
| 151-158 | MRM  | Team Milram                  |
| 161-168 | RSH  | Team RadioShack              |
| 171-178 | SAX  | Team Saxo Bank               |
| 181-188 | BTL  | Bbox Bouygues Telecom        |
| 191-198 | BMC  | BMC Racing Team              |
| 201-208 | CTT  | Cervélo TestTeam             |
| 211-218 | LAN  | Landbouwkrediet              |
| 221-228 | SKS  | Skil-Shimano                 |
| 231-238 | TSV  | Topsport Vlaanderen          |
| 241-248 | VAC  | Vacansoleil Pro Cycling Team |

## Ordine d'arrivo (Top 10)
| Pos. | Corridore         | Squadra       | Tempo    |
| ---- | ----------------- | ------------- | -------- |
| 1    | Fabian Cancellara | Saxo Bank     | 6h25'32" |
| 2    | Tom Boonen        | Quick Step    | a 1'13"  |
| 3    | Philippe Gilbert  | Omega Pharma  | a 2'10"  |
| 4    | Björn Leukemans   | Vacansoleil   | a 2'13"  |
| 5    | Tyler Farrar      | Garmin        | a 3'00"  |
| 6    | George Hincapie   | BMC           | s.t.     |
| 7    | Roger Hammond     | Cervélo       | s.t.     |
| 8    | Maksim Iglinskij  | Astana        | s.t.     |
| 9    | Danilo Hondo      | Lampre        | s.t.     |
| 10   | William Bonnet    | Bbox Bouygues | s.t.     |

## Punteggi UCI
| Pos. | Corridore         | Squadra       | Punti |
| ---- | ----------------- | ------------- | ----- |
| 1    | Fabian Cancellara | Saxo Bank     | 100   |
| 2    | Tom Boonen        | Quick Step    | 80    |
| 3    | Philippe Gilbert  | Omega Pharma  | 70    |
| 4    | Björn Leukemans   | Vacansoleil   | 60    |
| 5    | Tyler Farrar      | Garmin        | 50    |
| 6    | George Hincapie   | BMC           | 40    |
| 7    | Roger Hammond     | Cervélo       | 30    |
| 8    | Maksim Iglinskij  | Astana        | 20    |
| 9    | Danilo Hondo      | Lampre        | 10    |
| 10   | William Bonnet    | Bbox Bouygues | 4     |

| Pos. | Squadra                      | Punti |
| ---- | ---------------------------- | ----- |
| 1    | Team Saxo Bank               | 100   |
| 2    | Quick Step                   | 80    |
| 3    | Omega Pharma-Lotto           | 70    |
| 4    | Vacansoleil Pro Cycling Team | 60    |
| 5    | Garmin-Transitions           | 50    |
| 6    | BMC Racing Team              | 40    |
| 7    | Cervélo TestTeam             | 30    |
| 8    | Astana Team                  | 20    |
| 9    | Lampre-Farnese Vini          | 10    |
| 10   | Bbox Bouygues Telecom        | 4     |

| Pos. | Nazione     | Punti |
| ---- | ----------- | ----- |
| 1    | Belgio      | 210   |
| 2    | Svizzera    | 100   |
| 3    | Stati Uniti | 90    |
| 4    | Regno Unito | 30    |
| 5    | Kazakistan  | 20    |
| 6    | Germania    | 10    |
| 7    | Francia     | 4     |